# Route nationale 65 (Madagaskar)

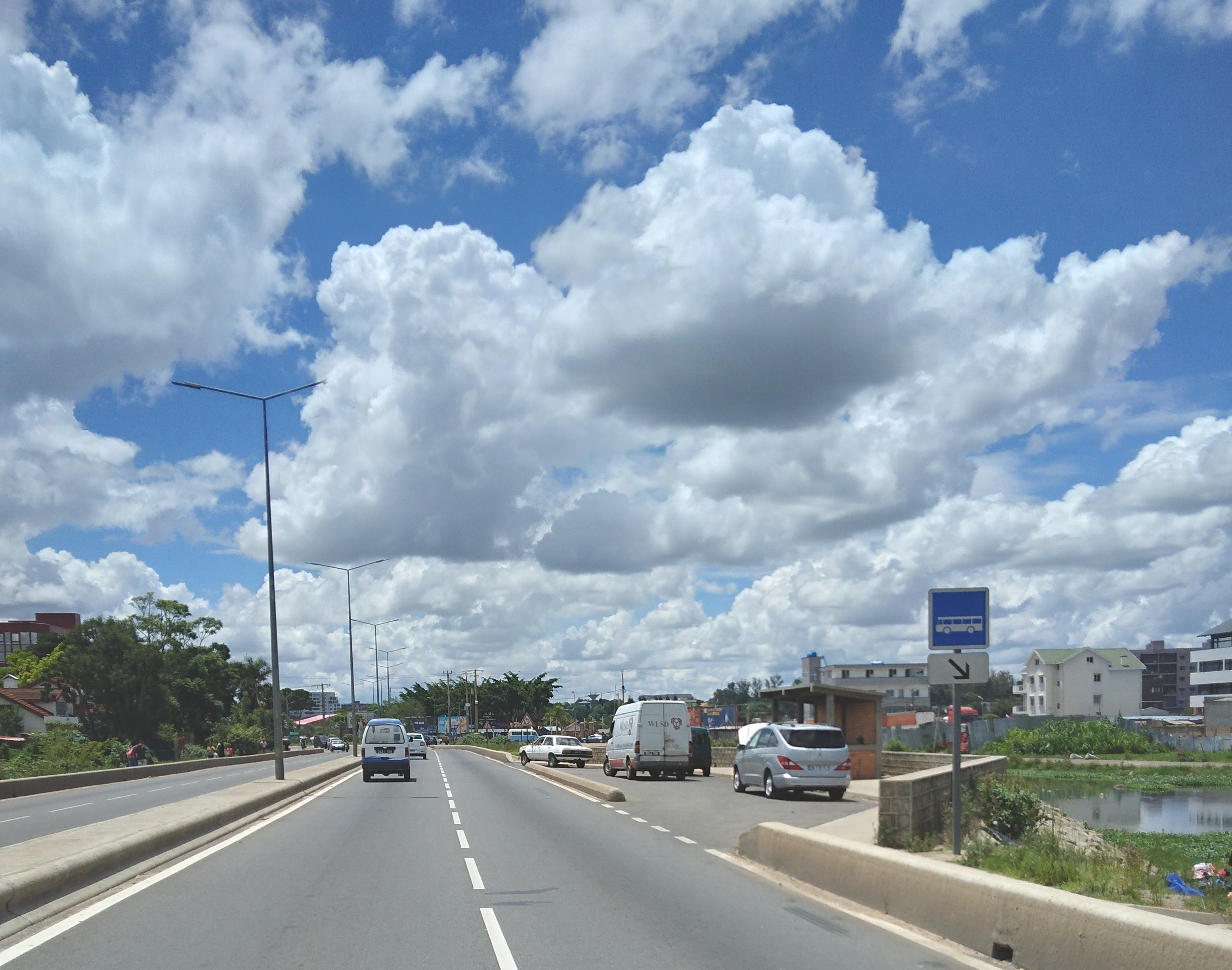
Route nationale 65, Blick nach Westen

Die Route nationale 65 (RN 65) ist eine 9,3 km lange, asphaltierte Nationalstraße in Madagaskar. Sie verbindet die RN 2 mit der RN 3 und führt über eine Straße durch das Feuchtgebiet Marais Masay zum Gewerbegebiet Ankorondrano im Norden Antananarivos. Dadurch bildet sie die nordöstliche Umfahrung der Hauptstadt. Teile die Straße bestanden als Route de Hydrocarbure (heute Làlana Marais Masay) bereits zuvor, der Lückenschluss der Umfahrung zwischen der RN 2 und der RN 3 wurde im Jahr 2020 gebaut. Sie weist in jeder Richtung zwei Fahrspuren auf, trotzdem ist die Straße nur als Route nationale secondaire klassifiziert. Die Eröffnung fand am 24. Juni 2021 statt.